# Bergfried
Bergfried (số nhiều: bergfrieds hay bergfriede) là một tháp cao thường hay được thấy trong các lâu đài thời trung cổ ở các quốc gia nói tiếng Đức và ở các quốc gia chịu sự ảnh hưởng của chúng. Nó có nhiệm vụ phần nào tương tự như một keep hay donjon ở các lâu đài Anh và Pháp. Tuy nhiên sự khác biệt chủ yếu giữa một bergfried và một keep là bergfried không được thiết kế làm một tháp để cư trú.